# Women's Wear Daily
Women's Wear Daily, veelal WWD genoemd, is een Engelstalig magazine en vakblad van de mode-industrie. WWD rapporteert over nieuws en trends in de sector van heren- en damesmode en schoonheid en verzorging. Professionals, zoals verkopers, ontwerpers, producenten, marketeers en trendwatchers, maken het merendeel uit van de abonnees en lezers.
Edmund Fairchild richtte het magazine in 1910 op als zusterblad van de Daily News Record, dat over herenkleding berichtte. Onder John Fairchild, die van 1960 tot 1996 aan het hoofd stond van het blad, werd het blad populair en berucht, onder andere door de vele vetes met modeontwerpers. WWD wordt nog altijd uitgegeven door Fairchild Fashion Media, dat tegenwoordig deel uitmaakt van Penske Media Corporation.